# Centromedon calcaratus
Centromedon calcaratus är en kräftdjursart som först beskrevs av Georg Ossian Sars 1879.  Centromedon calcaratus ingår i släktet Centromedon och familjen Uristidae. Inga underarter finns listade i Catalogue of Life.